# Nenitzescu-indoolsynthese
De Nenitzescu-indoolsynthese is een organische reactie, waarbij een 5-hydroxyindool wordt gevormd uit reactie van 1,4-benzochinon met een β-aminocrotonzure ester: